# Señorío de Quíos
 El Señorío de Quíos (en griego: Ηγεμονία της Χίου) fue un efímero señorío autónomo dirigido por la familia genovesa Zaccaria. Su centro era la isla de Quíos en el Egeo oriental, y en su momento abarcaba una serie de islas frente a la costa de Asia Menor. Aunque en teoría era un vasallo del Imperio bizantino, los Zaccaria gobernaron la isla como un dominio prácticamente independiente a partir de su captura en 1304 hasta que los bizantinos la recuperaron con el apoyo de la población local griega en 1329.

## Historia
El señorío fue fundado en 1304, cuando el noble genovés Benedetto I Zaccaria capturó la isla bizantina de Quíos. Benedetto, que ya era el señor de Focea en la costa de Asia Menor, justificó su acto ante la corte bizantina como necesaria para evitar la captura de la isla por los piratas turcos. El emperador bizantino, Andrónico II Paleólogo, impotente para intervenir militarmente, aceptó el hecho consumado y le concedió la isla como un feudo, inicialmente por un período de diez años, pero que luego era renovada por periodos de cinco años. Benedetto murió en 1307 y fue sucedido en Quíos por su hijo, Paleólogo Zaccaria. Cuando Paleólogo murió sin hijos en 1314, la isla pasó a sus parientes Martino y su hermano, Benedetto II. Quíos era un dominio pequeño pero rico, con un ingreso anual de ciento veinte mil hiperpirones de oro. Durante los siguientes años, Martino lo hizo el núcleo de un pequeño reino que abarcaba varias islas frente a la costa de Asia Menor, incluyendo Samos y Cos. Martino, con su pequeño ejército y flota, logró éxitos considerables contra los piratas turcos, y fue elogiado por sus contemporáneos latinos, el papa y Felipe II, el emperador titular latino de Constantinopla, quien en 1325 lo nombró «rey y déspota de Asia Menor».
A pesar de los lazos de Martino con el emperador latino, mientras Andrónico II reinaba sus relaciones con el Imperio bizantino eran buenas, y el contrato de arrendamiento de Quíos fue renovado en 1324. Al mismo tiempo, sin embargo, el comportamiento de Martino se hizo cada vez más firme, y alrededor de 1325 derrocó a su hermano como cogobernante de Quíos. En 1328 el joven y enérgico Andrónico III Paleólogo sucedió a su abuelo en el trono bizantino. Uno de los principales nobles quionios, León Calóteto, fue en nombre de la población quionia para reunirse con el nuevo emperador y su primer ministro, Juan Cantacuceno, para proponer la reconquista de la isla. Andrónico III accedió, y al encontrar un pretexto en la construcción no autorizada de Martino de una fortaleza, navegó con una gran flota en su contra. Martino se atrincheró en su castillo, pero después de presenciar la deserción de la población nativa griega, y la rendición de su hermano, Martino también decidió capitular. Se le ofreció inicialmente a Benedetto II gobernar la isla en nombre del emperador, pero su demanda de recibir la misma autonomía y los derechos que su hermano eran inaceptables para Andrónico III, y Calóteto fue nombrado en su lugar.
Quíos regresó al control bizantino, donde permaneció hasta 1346, cuando el genovés Simone Vignoso la capturó, aprovechando la guerra civil bizantina de 1341-1347. La isla se convirtió en la sede de la compañía Maona de Quíos y Focea, y cayó bajo el dominio de la familia Giustiniani, que lo mantuvo hasta 1566, cuando finalmente se rindió ante el Imperio otomano.

## Señores
- 1304-1307 Benedetto I Zaccaria
- 1307-1314 Paleólogo Zaccaria
- 1314-1329 Martino Zaccaria, con
- 1314-c. 1325 Benedetto II Zaccaria